# Электроноргтехника
Электроноргтехника (более широко известна как «Elorg») ― советская государственная (1971―1991) компания, занимавшаяся импортом и экспортом товаров народного потребления, в том числе компьютерного оборудования и программного обеспечения в Советском Союзе; в 1991―2005 годах ― российская частная коммерческая организация. 
Компания Elorg была продана компании The Tetris Company в январе 2005 года за $15 млн. 

## История

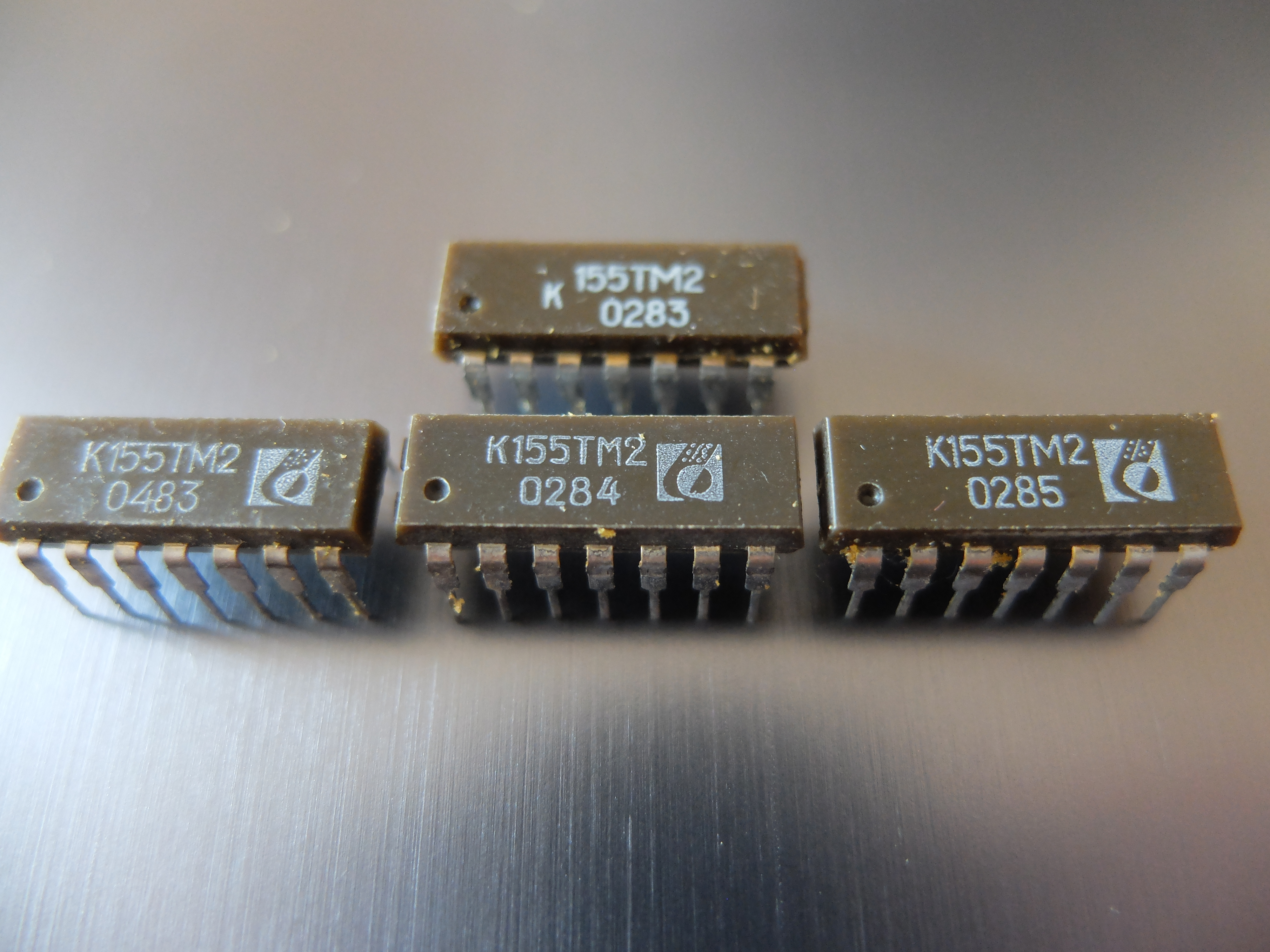
Микросхема К155ТМ2 - 2 D-триггера ― продукция, экспортировавшаяся Элоргом

С 1971 по 1989 год деятельность Электроноргтехники контролировалась Министерством внешней торговли СССР. Электроноргтехника занималась экспортом советских калькуляторов, в частности калькуляторов торговой марки «Электроника» (хотя в зарубежных странах продукция была известна под маркой «ELORG»). Электроноргтехника также экспортировала компьютеры «Агат» и импортировала в Советский Союз компьютеры IBM, начиная с модели IBM System / 360 Model 50 в 1971 году.
В советские годы у компании было своё собственное периодическое издание ― «Элорг информирует».

В 1991 году Электроноргтехника была приватизирована Николаем Беликовым, который занимал пост директора этой компании. В январе 2005 активы Электроноргтехники были проданы компании Tetris Inc. за 15 миллионов долларов. 

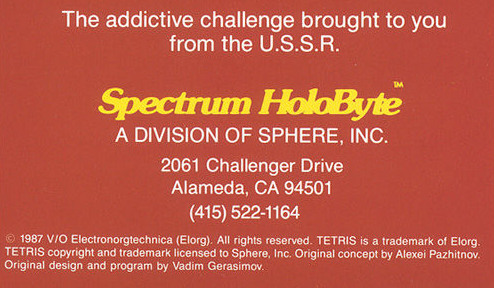
Уведомление об авторских правах Элорга. Издание игры «Тетрис» 1987 года

### Тетрис
Элоргу принадлежали права на видеоигру Tetris. Игра была создана наёмными программистами из Академии наук СССР, которым не разрешалось заниматься коммерческой деятельностью напрямую, поэтому авторские права принадлежали государству, а затем, после приватизации Электроноргтехники, перешли к этой компании; эта запутанная ситуация породила правовой спор, продолжавшийся в течение многих лет.
Электроноргтехника была партнёром американской компании Tetris. Электроноргтехника заключала лицензионные договоры на использование названия «Tetris» со стороны других игровых компаний, наряду с создателем Tetris Алексеем Пажитновым и его партнёром по бизнесу Хенком Роджерсом. Элоргу принадлежало 50% от активов компании Пажитнова, пока он и Роджерс не выкупили долю Элорга в 2005 году.